# James Harris (2e comte de Malmesbury)
Pour les articles homonymes, voir James Harris.
James Edward Harris, 2e comte de Malmesbury (19 août 1778 - 10 septembre 1841) est un pair britannique, titré vicomte FitzHarris de 1800 à 1820.

## Biographie
Bien qu'il soit le fils d'un grand homme d'État britannique, James Harris (1er comte de Malmesbury), l'intérêt principal du jeune James Harris n'est pas la politique mais le sport et il est connu pour ses enregistrements méticuleux de la météo britannique et locale . Il a constitué une vaste collection de jeux en peluche, qui ont été donnés à divers musées.
Il est député de Helston de 1802 à 1804, Horsham de 1804 à 1807, Heytesbury de 1807 à 1812 et Wilton de 1816 à 1820.
Il épouse Harriet et Susan et est le père de James Harris (3e comte de Malmesbury).